# Reichskommissariat Riecke (Schaumburg-Lippe)
Das Reichskommissariat Riecke bildete vom 1. April 1933 bis 23. Mai 1933 die Landesregierung des Freistaates Schaumburg-Lippe. Er wurde als Reichskommissar von Reichsinnenminister Wilhelm Frick (NSDAP) eingesetzt. Am 23. Mai 1933 wurde Riecke durch Karl Dreier (NSDAP) abgelöst, der bis 1945 als Landespräsident amtierte.
| Amt             | Name                | Partei |
| --------------- | ------------------- | ------ |
| Reichskommissar | Hans-Joachim Riecke | NSDAP  |